# Kenny Selmon
Kenneth Selmon (né le 27 août 1996) est un athlète américain, spécialiste du 400 m haies.
Après avoir établi son record personnel à 48 s 12, à Eugene, le 8 juin 2018, il remporte le titre national américain le 23 juin 2018.